# قائمة قصور الجزائر

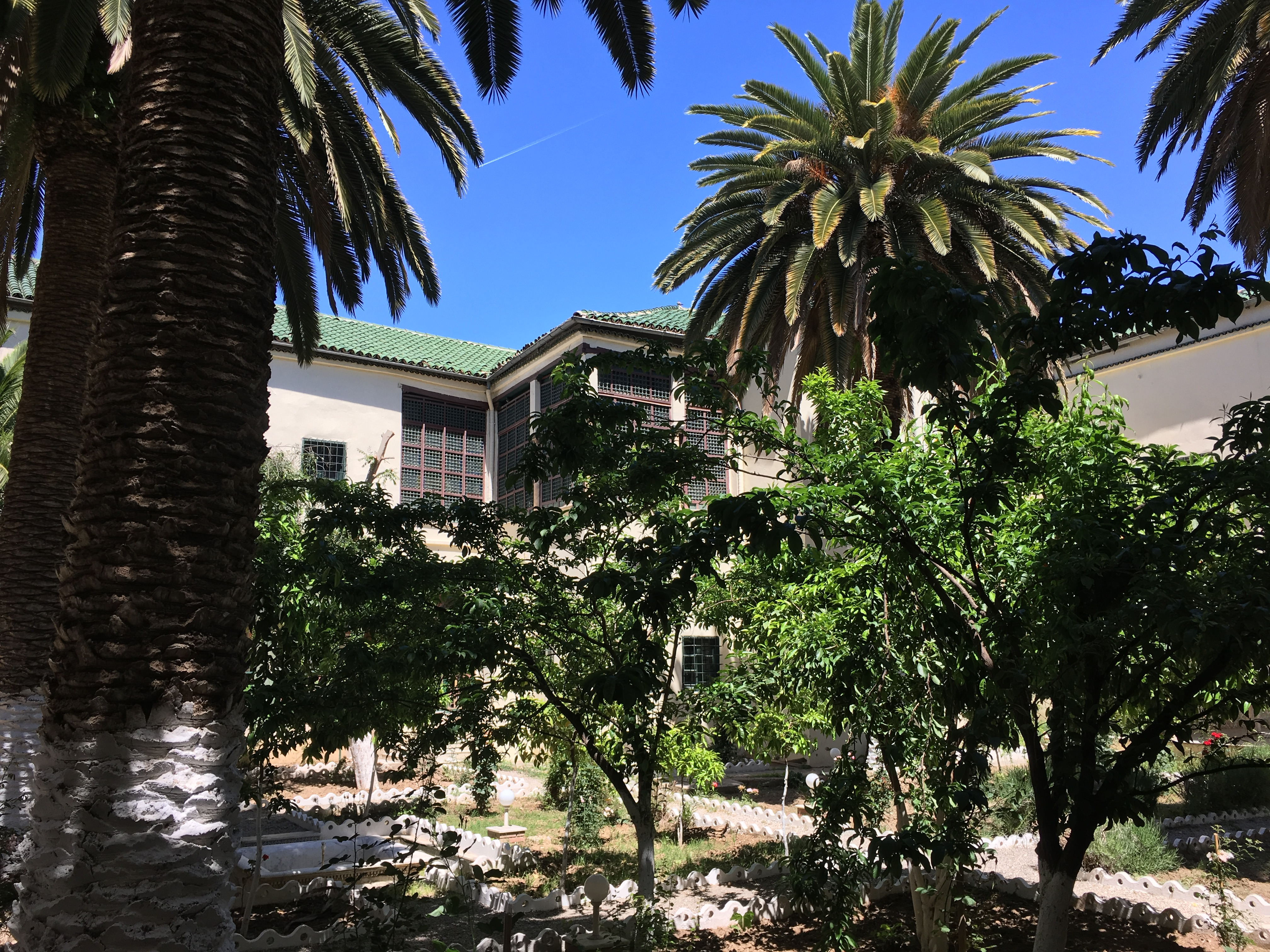
قصر الباي (قسنطينة)

قصر هو مقر إقامة كبير، وخاصة ما يتعلق بالمقرات الملكية والرئاسية، أو الأعيان رفيعي المستوى، كالأساقفة، كما يطلق قصر على المباني الفخمة والمزخرفة.

## قائمة قصور الجزائر
تحتوي هذه القائمة على أسماء قصور في الجزائر.
- المتحف الوطني للفنون والتقاليد الشعبية (الجزائر)
- بوخلوف
- دار حسن باشا
- رياض الفتح
- قصر أولاد مهدي
- قصر الباي (قسنطينة)
- قصر الباي (وهران)
- قصر الداي
- قصر الرياس
- قصر القصيبة
- قصر المرادية
- قصر المشور
- كرزاز قصر
- محمية إيغيل إيمولا
- مليكة العليا